# Vitsand, Piteå kommun
Vitsand är ett bostadsområde nordväst om Bergsviken i Hortlax socken i Piteå kommun, Norrbottens län. SCB har för bebyggelsen i Vitsand avgränsat en småort och namnsatt den till Bergsviken.